# Llista fantasma
Una llista fantasma és el nom amb què es coneixen les candidatures a unes eleccions en la qual hi figuren candidats sense cap mena de vinculació amb la circumscripció per la qual es presenten, creades amb l'objectiu de poder sumar més vots i de tenir presència territorial.
Aquest tipus de llistes es generen sobretot en eleccions municipals. El tret més característic és que els integrants de les llistes (ja sigui la totalitat de la llista o una part) són militants del mateix partit però residents en una ciutat gran o una altra comunitat autònoma (sovint on el partit polític és més fort) i s'ofereixen com a voluntaris per poder completar les llistes en indrets on el partit és més feble, sovint poblacions petites.

## Causes
A Catalunya, el tipus d'eleccions més habituals on es presenten llistes fantasma són les eleccions municipals. Amb els mateixos vots de les eleccions municipals, també s'escullen els plens dels consells comarcals, diputacions i en el cas de la ciutat de Barcelona, dels consells de districte. Així doncs, el fet que un partit no es presenti en un municipi, pot fer que el nombre de consellers comarcals o diputats provincials sigui menor que si es presentés en tots els municipis.
Pel que fa a l'objectiu econòmic, l'article 143 de la Llei Orgànica del Règim Electoral General (LOREG) estableix que per cada vot rebut i per cada regidor escollit, el partit rebrà una compensació econòmica com a subvenció de les despeses de les activitats electorals. En cas que un partit es presenti i obtingui representació en més del 50% de municipis de 10.000 habitants de la província, la subvenció a percebre per cada vot rebut és més alta.
D'altra banda, segons l'article 46, les llistes han de contenir tants candidats com regidors o diputats s'hagin d'escollir, de manera que una candidatura pot ser invalidada si no es compleix aquest requisit. A més, en totes les eleccions, tret de les municipals en poblacions de menys de 3.000 habitants, les candidatures hauran de ser paritàries.
En alguns casos les llistes fantasma apareixen en poblacions on el partit havia tingut agrupacions locals anteriorment. La metodologia emprada per alguns partits és reclutar militants que accedeixen voluntàriament a anar a llistes, que després són assignats a les poblacions on facin falta.

## Exemples
Alguns mitjans de comunicació van fer un recompte de les més de 120 llistes fantasma de les eleccions municipals del 2015 a Catalunya. La majoria d'aquestes llistes van ser presentades pel PP i pel PSC. Altres partits, com CiU, també en va presentar, però en una quantitat molt menor. De les llistes presentades pels dos primers partits, un 31% no van rebre cap vot i en total van sortir sis regidors electes.
A les mateixes municipals del 2015, la candidatura del PP de Berga va ser anul·lada perquè un dels candidats –resident a Barcelona– també ho era per UPyD a Ferrol.
A la Vilella Alta, les dues úniques candidatures que es van presentar a les eleccions municipals del 2011 eren fantasma. El PSC va retirar la seva candidatura abans de les eleccions. El PP, amb un cap de llista resident a les Canàries, va mantenir la seva candidatura. Finalment la participació en les eleccions va ser del 0%, ja que cap elector va anar a votar. En l'elecció no va sortir escollit cap regidor. La Generalitat i el Consell Comarcal del Priorat van nomenar una junta gestora que va governar fins al 2015.
A Aduna (Guipúscoa), normalment s'hi presentava una sola candidatura, de caràcter abertzale. A les eleccions municipals del 2007 aquesta candidatura va ser il·legalitzada, ja que estava vinculada a Acció Nacionalista Basca. El PP va presentar-hi una candidatura fantasma, que finalment va ser la única que va concórrer a les eleccions. La candidatura va obtenir un 4% dels vots, inferior al 5% de la barrera electoral, que permet accedir a la distribució d'escons en cas de superar-la. No es va assignar cap escó i durant la legislatura va governar una junta formada per l'anterior govern.